# ロレイナ・メアリーズ
ロレイナ・メアリーズ・ダ・シルバ（Lorrayna Marys da Silva、1999年6月19日 - ）は、ブラジルの女子バレーボール選手。ブラジル代表。

## 来歴

### クラブチーム
タウバテ出身。2017年、EC Pinheirosに入団し3年間プレーした。2020年10月、Barueriへ移籍し、エースとして活躍した。2022年5月、イタリアセリエA1のバレー・ベルガモと契約し、2年間プレーした。2024年7月、日本のSV.LEAGUEのNECレッドロケッツ川崎に入団することが発表された。2025年4月、2024-25シーズン限りでの退団が発表された。

### 代表チーム
アンダーカテゴリーの代表として、2016年、U-20南米選手権で金メダルを獲得し、自身はMVPに選ばれた。2017年、U-21世界選手権に出場し5位となった。2021年、ジュニアのパンアメリカンカップに出場し金メダルを獲得し、ベストオポジット賞を受賞した。2022年、シニア代表に初選出された。2023年、ネーションズリーグで代表デビューした。

## 受賞歴
- 2016年 - U-20南米選手権 MVP
- 2021年 - U-23パンアメリカンカップ ベストオポジット賞

## 所属クラブ
- EC Pinheiros（2017-2020年）
- バルエリ（2020-2022年）
- バレー・ベルガモ（2022-2024年）
- NECレッドロケッツ川崎（2024年-）